# Église de l'Assomption (Saint Paul)
L'église de l'Assomption est une église catholique de la ville de Saint Paul aux États-Unis. C'est l'église la plus ancienne de la ville, puisqu'elle a été consacrée en 1874. Elle est située 51 West Seventh Street, dans le centre-ville. L'église est inscrite au Registre national des lieux historiques. Elle est dédiée à l'Assomption de la Bienheureuse Vierge Marie.

## Historique

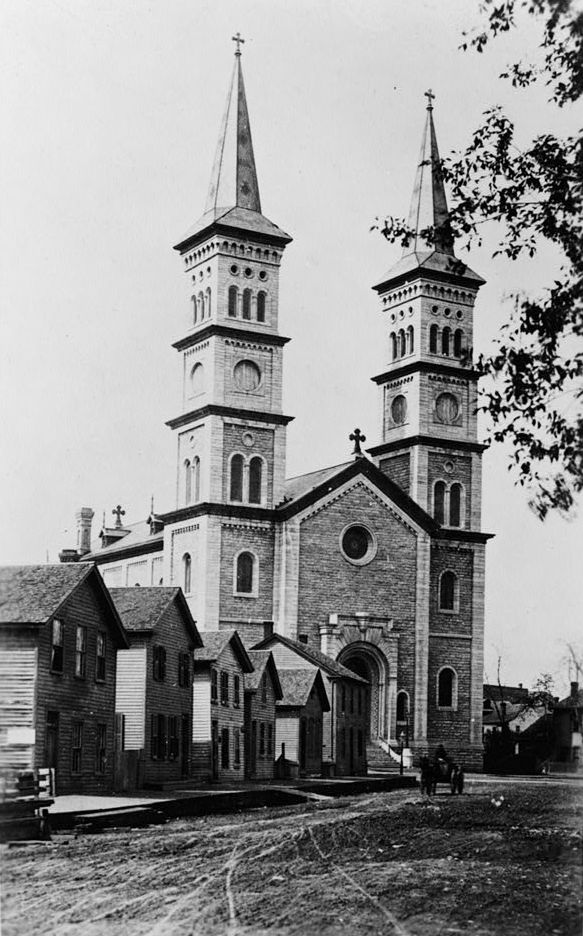
Vue de l'église de l'Assomption à la fin du XIXe siècle

La paroisse a été fondée en 1856 par Mgr Joseph Crétin, évêque d'origine française, et son premier curé, le père Keller. Les émigrants allemands commençaient à arriver à cette époque, et l'unique paroisse de Saint Paul desservait surtout des colons irlandais ou francophones. Les messes étaient en latin et les sermons en anglais ou en français. La première église était un simple édifice de pierres avec un petit clocher de bois. Les bénédictins de l'abbaye de Collegeville desservent la paroisse à partir de 1858, alors que les paroissiens germanophones commencent à affluer. Le besoin d'une église plus grande se fait sentir, aussi Mgr John Ireland, évêque de l'époque, décide-t-il de la construction d'une nouvelle église pour servir à cette nouvelle population d'émigrants.
Elle est construite, selon les plans du Bavarois Joseph Reidel, par les Allemands en 1869-1874 dans un style néoroman apuré, en pierres du lac Supérieur.
L'intérieur de l'église est resté presque inchangé depuis la fin du XIXe siècle. La statue de la Vierge Marie, au-dessus du maître-autel, provient de la première église. On remarque des chapelles dédiées à Maria-Hilf, à sainte Thérèse de l'Enfant-Jésus et des autels à Notre-Dame, à saint Jean-Baptiste, à saint Joseph, à saint Laurent, etc. ainsi que des tapisseries illustrant la parabole du Bon Samaritain et la société Saint-Pierre-et-Saint-Clément.
L'unique paroisse étant devenue insuffisante, d'autres paroisses sont fondées à partir de celle de l'Assomption, comme, celle du Sacré-Cœur, celle de Saint-François-de-Sales, celle de Saint-Matthieu, celle de Sainte-Agnès, ou celle de Saint-Bernard.

## Source
- (en) Cet article est partiellement ou en totalité issu de l’article de Wikipédia en anglais intitulé « Church of the Assumption (Saint Paul, Minnesota) » (voir la liste des auteurs).